# Grintovec
Grintovec (včasih tudi Grintavec) je z 2558 metri najvišji vrh Kamniško-Savinjskih Alp. Južno vršno pobočje, imenovano Streha, je gruščnato in na nižjem delu delno travnato. Proti jugovzhodu se spušča greben Dolge stene, prepadne pa so stene na zahodu proti Dolcam, jugozahodu proti Suhemu dolu in proti Velikim podom na vzhodu. S severovzhodnim grebenom se preko Mlinarskega sedla povezuje z Dolgim hrbtom (2473 m). V tem grebenu se nahaja tudi Mali ali Jezerski Grintovec (2447 m). Z Dolško škrbino se navezuje na Jezersko Kočno (2540 m). Tu se nahaja še Mali Kokrski Grintovec. 
Dostop z juga od Cojzove koče čez Streho je nezahteven. S severa vodita nanj zahtevni zavarovani Frischaufova pot čez Mlinarsko sedlo in Špremova pot čez Dolško škrbino. Kdaj je bil prvič osvojen, se natako ne ve, verjetno pa so ga domači pastirji osvojili že v 18. stoletju. Prvi turistični pristop je opravil botanik Scopoli leta 1759, nekaj let za njim naravoslovec Wulfen (1762 in 1763), za njimi pa še stotnik Bosio leta 1823 in Frischauf leta 1874. Pristop preko severne stene so odkrili šele leta 1875 na Frischaufovo prigovarjanje. To naj bi uspelo dvema Jezerjanoma, Antonu Šenku in Antonu Muriju.
Cojzova koča na Kokrskem sedlu stoji na sedlu med Grintovcem in Kalško goro. Imenuje se po botaniku in ljubitelju gorskega cvetja Karlu Zoisu (1756—1799). 

## Vzponi na vrh
- 3 h: Od Cojzove koče na Kokrškem sedlu čez Mala vratica, nato po jugovzhodnem grebenu (Dolge stene) - neoznačeno
- 3 h: Od Cojzove koče čez Streho
- 3½ h: Od Češke koče na Spodnjih Ravneh čez Mlinarsko sedlo in po vzhodnem grebenu
- 3½ - 4 h: Od Češke koče na Dolško škrbino, nato po Špremovi poti

## Bližnje planinske postojanke
- Cojzova koča na Kokrskem sedlu (1793 m)
- Češka koča na Spodnjih Ravneh (1540 m)
- Dom v Kamniški Bistrici (601 m)

## Izhodišča
- Jezersko (906 m)
- Kamnik, Kamniška Bistrica (601 m)
- Kokra, Preddvor (538 m)